# Lý Bảo Điền
Lý Bảo Điền (Tiếng Trung Quốc: 李保田，pinyin: Lǐ bǎotián) sinh ngày 28 tháng 11 năm 1946, là một diễn viên phim và hý kịch.

## Cuộc đời
Lý Bảo Điền sinh ra tại Giả Uông (贾汪), Từ Châu (徐州), tỉnh Giang Tô (江苏), gốc tích từ Văn Đăng (文登), Uy Hải (威海), tỉnh Sơn Đông (山东).
Tháng 2 năm 1960, ông gia nhập Từ Châu Địa Khu Bang Tử Kịch Đoàn (徐州地区梆子剧团), học diễn xuất vai Sửu (丑角 - một trong 4 vai diễn trong biểu diễn truyền thống gồm Sinh, Đán, Tịnh và Sửu). Sau đó năm 1966, ông chuyển đến Đoàn văn công Từ Châu Địa Khu (徐州地区文工团). Từ đó, trong giai đoạn cách mạng văn hóa, ông học nhảy và hát trong 10 năm. Đến năm 1978, ông theo học Học viện hý kịch trung ương (中央戏剧学院), lớp đạo diễn, sau khi tốt nghiệp,ông ở lại trường giảng dạy.
Tại Việt Nam, Lý Bảo Điền quen mặt với khán giả qua những bộ phim như Tể tướng Lưu gù (宰相刘罗锅) 1995, và Thần Y Hỷ Lai Lạc (神医喜来乐) 2001.
Ông là hội viên hiệp hội các nhà điện ảnh nghệ thuật Trung Quốc (中国电视艺术家协会), hội viên hiệp hội các nhà điện ảnh Trung Quốc (中国电影家协会), đồng thời là hội trưởng danh dự của hội phê bình lí luận điện ảnh, hội nghiên cứu danh nhân điện ảnh truyền hình Trung Quốc (中国电影评论学会影视名人研究会).

## Các bộ phim tham gia

### Phim điện ảnh
| Năm  | Tên phim                                                                     | Vai diễn                  |
| ---- | ---------------------------------------------------------------------------- | ------------------------- |
| 1983 | 闯江湖 Sông pha giang hồ                                                     | 张乐天 Trương Lạc Thiên   |
| 1985 | 流浪汉与天鹅 Kẻ lang thang và thiên nga                                      | 流浪汉抹桌 Mạt Trác       |
| 1985 | 老君寨奇闻 Lão Quân Trại kỳ văn (Những điều kỳ lạ nghe được ở trại Lão Quân) | Vai khách mời             |
| 1987 | 别叫我疤痢 Đừng gọi tôi là Ba Lị                                             | Vai khách mời             |
| 1987 | 贞女 Giái điếm                                                               | Vai khách mời             |
| 1987 | 人鬼情 Tình người ma                                                         | 秋芸的父亲 Bố của Thu Vân |
| 1988 | 荒原杀手 Kẻ sát nhân giữa vùng hoang dã                                      | 赵枫 Triệu Phong          |
| 1990 | 菊豆 Hoa Cúc                                                                 | 杨天青 Dương Thiên Thanh  |
| 1992 | 过年 Năm mới                                                                 | 父亲 Người cha            |
| 1993 | 中国人 Người Trung Quốc                                                      | Vai khách mời             |
| 1993 | 葛老爷子 Ông Cát                                                             | 葛爷 Các lão              |
| 1994 | 凤凰琴 Phụng Hoàng cầm                                                       | 余校长 Hiệu trưởng dư     |
| 1994 | 火船 Thuyền lửa                                                              | Vai khách mời             |
| 1996 | 摇啊摇，摇到外婆桥                                                           | 唐老大 Đường Lão đại      |
| 1996 | 有话好好说 Có lời nói cho rõ                                                 | 张秋生 Trương Thu Sinh    |
| 1997 | 离婚了，就别来找我 Li hôn rồi, đừng có đến tìm tôi                           | Vai khách mời             |
| 2006 | 马背上的法庭 Toàn án trên lưng ngựa                                          | Vai khách mời             |
| 2012 | 夜莺 Chim dạ oanh                                                            | 志根 Chí Căn              |

### Phim truyền hình
| Năm  | Giải thưởng                             | Vai diễn         |
| ---- | --------------------------------------- | ---------------- |
| 1986 | Cát chưởng quỹ                          |                  |
| 1988 | Sư hồn                                  |                  |
| 1989 | Hảo nam hảo nữ                          |                  |
| 1991 | Đại lộ triều thiên                      |                  |
| 1992 | Sơn không chuyển thủy chuyển            |                  |
| 1995 | Tể tướng Lưu Gù                         | Lưu Dung         |
| 1997 | Chiến tranh nha phiến diễn nghĩa        | Đạo Quang        |
| 1998 | Yên Hồ                                  | Cửu bối lặc      |
| 1999 | Sinh tử lưỡng chu bán                   |                  |
| 1999 | Đại Thanh dược vương                    | Nhạc Khoát Hải   |
| 1999 | Thôn chủ nhiệm Lý Tứ Bình               |                  |
| 2000 | Thạch bộc bố                            | Lâm liên trưởng  |
| 2000 | Cảnh sát Lý Tửu Bình                    | Lý Cửu Bình      |
| 2001 | Thần y Hỷ Lai Lạc                       | Hỷ Lai Lạc       |
| 2002 | Dược long môn                           | Trương Bá Hành   |
| 2003 | Vương Bảo Trường tân thiên              | Vương Bảo Trường |
| 2004 | Ngự tiền song hùng                      | Cửu vương gia    |
| 2005 | Tuần thành ngự sử quỷ nan triền         | Quế Lan Sách     |
| 2005 | Khâm sai đại thần                       | Tiền Khuê        |
| 2005 | Đầu bếp làm quan                        | Thạch Trúc Hương |
| 2007 | Vương Bảo Trưởng tân thiên 2            | Vương Bảo Trưởng |
| 2009 | Vĩnh bất hồi đầu                        | Lưu Thường Minh  |
| 2009 | Nam Bắc đại trạng                       | Kỷ Học Lễ        |
| 2010 | Vai hề ba ba                            | Triệu Thanh Sơn  |
| 2011 | Dương Nãi Võ cùng Tiểu Bạch Thái oan án | Lưu Tích Đồng    |
| 2011 | Tiểu Dương Lâu                          |                  |
| 2013 | Thần y Hỷ Lai Lạc truyền kỳ             | Hỷ Lai Lạc       |

## Giải thưởng
| Năm  | Tác phẩm                                | Hạng mục giải thưởng                     | Kết quả   |
| ---- | --------------------------------------- | ---------------------------------------- | --------- |
| 1985 | 流浪汉与天鹅 Kẻ lang thang và thiên nga | 中华人民共和国文化部优秀影片奖           | Đoạt giải |
| 1988 | 葛掌柜 Trưởng quầy Cát                  | 第8届中国电视剧飞天奖最佳男主角          | Đoạt giải |
| 1988 | 人鬼情 Tình người ma                    | 第8届中国电影金鸡奖最佳男配角            | Đoạt giải |
| 1988 | 师魂 Hồn thầy                           | 中国电视剧飞天奖一等奖                   | Đoạt giải |
| 1990 | 过年 Năm mới                            | 大众电影百花奖最佳故事片                 | Đoạt giải |
| 1991 | 菊豆 Hoa cúc                            | 第43届法国戛纳电影节特别奖               | Đoạt giải |
| 1991 | 菊豆 Hoa cúc                            | 芝加哥国际电影节·金雨果奖                | Đoạt giải |
| 1991 |                                         | 第4届东京国际电影节评委特别奖            | Đoạt giải |
| 1992 | 葛老爷子 Ông Cát                        | 长春电影节最佳影片金奖                   | Đoạt giải |
| 1993 | 凤凰琴 Phượng Hoàng Cầm                 | 华表奖最佳男演员                         | Đoạt giải |
| 1994 | 凤凰琴 Phượng Hoàng Cầm                 | 第17届大众电影百花奖最佳男演员           | Đoạt giải |
| 1994 | 凤凰琴 Phượng Hoàng Cầm                 | 第14届中国电影金鸡奖最佳男主角           | Đoạt giải |
| 1996 | 宰相刘罗锅 Tể tướng Lưu gù              | 中国电视金鹰奖最佳男主角                 | Đoạt giải |
| 1998 | 有话好好说 Có lời nói cho rõ            | 第21届大众电影百花奖最佳男配角           | Đoạt giải |
| 2000 |                                         | 北京市十大老艺术家                       | Đoạt giải |
| 2000 |                                         | 第18届中国电视金鹰奖观众最喜爱优秀演员奖 | Đoạt giải |
| 2000 |                                         | 第18届中国电视金鹰奖观众最喜爱的艺术家   | Đề cử     |
| 2001 | 警察李酒瓶 Cảnh sát Lý Tửu Bình         | 第19届中国电视金鹰奖观众最喜爱的男演员   | Đoạt giải |
| 2003 | 神医喜来乐 Thần y Hỷ Lai Lạc            | 第23届飞天奖优秀男演员                   | Đề cử     |
| 2003 | 神医喜来乐 Thần y Hỷ Lai Lạc            | 第21届金鹰奖最喜爱的男演员               | Đoạt giải |
| 2003 | 神医喜来乐 Thần y Hỷ Lai Lạc            | 第21届金鹰奖最具人气男演员               | Đề cử     |
| 2003 | 神医喜来乐 Thần y Hỷ Lai Lạc            | 第21届金鹰奖最佳表演艺术男演员           | Đoạt giải |